# Балхашцветмет
Производственное объединение «Балхашцветмет» (ранее Балха́шский го́рно-металлурги́ческий комбина́т, сокр. БГМК) — медеплавильное предприятие в городе Балхаш, на берегу озера Балхаш. Принадлежит корпорации «Казахмыс». Медь комбината в 1967 году была признана лучшей в мире.

## История
В 1928 году английский капиталист Лесли Уркварт писал в советский Главконцесском: «Не дадите ли вы мне возможность поковыряться в Киргизской степи, около Балхаша и дальше? Раньше чем через 50 или 100 лет вы этими местами все равно не займетесь. А я поищу, может быть, что-нибудь и найду». Всего через 10 лет, две пятилетки, в Коныратских сопках, близ Балхаша, большевики открыли медную руду.
В 1928 году на северное побережье озера Балхаш прибыла геологоразведочная партия из Ленинграда, которую возглавил инженер-геолог Михаил Русаков. Она провела первую разведку залежей меди в северном Прибалхашье. Были получены обнадеживающие результаты. Изыскательские работы продолжались. Экспедиция пришла к выводу, что месторождение имеет богатейшие запасы руды, и на его базе можно создавать медеплавильный завод. М. П. Русаков телеграммой известил геологический комитет в Ленинграде: «…Открыто мощное медно-порфировое месторождение Коунрад, близ озера Балхаш». Председатель ВСНХ В. В. Куйбышев сообщил об этом делегатам XVI съезда ВКП(б). Вскоре приступили к освоению Коунрадского месторождения.
В октябре 1931 года создано управление «Прибалхашстрой». Главной его задачей было строительство медеплавильного комбината.
29 июня 1932 года было принято постановление коллегии Наркомтяжпрома СССР «О строительстве Прибалхашского медеплавильного комбината». Местом расположения основных производственных сооружений и города утвержден берег бухты Бертыс. Начальником стройки был Василий Иванович Иванов, который в 1938 году был арестован и расстрелян как враг народа.
Страна крайне нуждалась в меди, которая тогда в основном завозилась из заграницы. В директивах по второму пятилетнему плану, принятых XVII Всесоюзной конференцией ВКП(б) (30 января — 4 февраля 1932 г.), было записано — ускорить строительство Прибалхашского комбината. Конференция поручила партийным организациям Москвы, Ленинграда взять шефство над строящимся предприятием. На стройке работали заключенные Карлага.
В 1932 году на строительство медного гиганта было направлено 100 миллионов рублей — третья часть капиталовложений, выделенных на развитие тяжёлой промышленности республики.
В марте 1938 года приступили к опробованию оборудования обогатительной фабрики и был получен первый балхашский концентрат. В июле заработала первая отражательная печь — положено начало металлургическому производству. А 24 ноября 1938 года выдана первая балхашская медь. Сейчас об этом событии напоминает мемориальная доска, установленная у входа в металлургический цех. 24 ноября принято считать днем рождения Балхашского горно-металлургического комбината. Слиток первой балхашской меди хранится в Москве, в Музее Революции.
Созидательный труд балхашцев нарушило начало Великой Отечественной войны. Многие металлурги, обогатители, горняки ушли на фронт. Их места в цехах, на рудниках заняли матери, жены, сестры. До войны на медеплавильном заводе работало 600 женщин, в первый год войны их стало 2453.
Страна потребовала от балхашцев наладить производство молибдена для танкостроительной промышленности. Уже с мая 1942 года комбинат стал выдавать этот крайне необходимый для обороны металл. В марте 1942 года завод выдал первую продукцию цветного проката.

## Сырье
- Руда на комбинат доставляется с разных рудников. Самый крупный — Коунрадский рудник, находится в 12 километрах от комбината. Самый удалённый саякский рудник — 250 км на восток.
- В состав балхашской руды входит множество элементов таблицы Менделеева. Содержание меди в ней, по некоторым данным, около 60 %. Руда содержит также драгоценные металлы — золото, серебро и многие другие.
- В 1967 году Лондонская биржа металлов признала балхашскую медь мировым эталоном[3].

## Экология
Комбинат является сильнейшим загрязнителем окружающей среды в регионе Балхаша. Выброс в озеро отработанной воды с комбината приводит к многочисленным заболеваниям фауны.
С момента начала работы комплекса по производству меди и до 1995 года в водную среду озера без очистки сбрасывались промышленные сточные воды. В результате, к настоящему времени загрязнение компонентов гидробиосферы тяжёлыми металлами, по данным НПЦ рыбного хозяйства, становится доминирующим. За последние десять лет в тканях рыб, выловленных из озера, содержание цинка увеличилось в 11 раз, хрома — в 13 раз, никеля — в два раза.
Комбинат расположен в непосредственной близости от жилых кварталов города Балхаш.
Технологические газы выбрасываются в атмосферу без очистки от диоксида серы и пыли, содержащей тяжёлые металлы — медь, свинец, мышьяк и др. Аллергия и астма являются частыми заболеваниями среди жителей города Балхаша.
По многочисленным свидетельствам самих жителей города, в ночное время, летом 2004 года, комбинат произвёл большой выброс газа в атмосферу, что привело к массовой гибели птиц в городе. Рыболовы также свидетельствуют о многочисленных уловах больной рыбы.
В данный момент, о современном экологическом состоянии озера Балхаш и Прибалхашья очень мало данных, поскольку в 1990-е годы значительно сокращены проводившиеся ранее стандартные наблюдения и практически полностью прекращены научные исследования.
В сентябре 2005 года был создан Балхаш-Алакольский бассейновый совет (БАБС). Создание БАБС в Казахстане предусмотрено статьей 43 Водного кодекса от 9 июля 2003 года.

## Структура
В состав ПО «Балхашцветмет» входят:
- Коунрадский рудник[5]
- Восточно-Коунрадский рудник
- Саякское месторождение:[1]
  - Саяк−1 (рудник)
  - Саяк-4 (рудник)
- Балхашская обогатительная фабрика[5]
- Литейные и прокатные цеха

С 1958 по 1998 годы в состав БГМК входил завод обработки цветных металлов (ныне АО ЗОЦМ).

## Известные работники
- Беисов, Жилкибай (род. 1925) — Герой Социалистического Труда.
- Жарнаков, Пётр Матвеевич (1914 — ?) — Герой Социалистического Труда.
- Иванова, Елизавета Фёдоровна (1923—1975) — Герой Социалистического Труда.
- Самонов, Александр Григорьевич (1931—1996) — Герой Социалистического Труда.
- Чекушина, Нина Григорьевна (род. 1928) — Герой Социалистического Труда.
- Кунаев, Динмухамед Ахмедович